# Famille Dansaert
Cette page explique l’histoire ou répertorie les différents membres de la famille Dansaert.
 (août 2025).
La mise en forme du texte ne suit pas les recommandations de Wikipédia : il faut le « wikifier ».
Les points d'amélioration suivants sont les cas les plus fréquents. Le détail des points à revoir est peut-être précisé sur la page de discussion.
- Les titres sont pré-formatés par le logiciel. Ils ne sont ni en capitales, ni en gras.
- Le texte ne doit pas être écrit en capitales (les noms de famille non plus), ni en gras, ni en italique, ni en « petit »…
- Le gras n'est utilisé que pour surligner le titre de l'article dans l'introduction, une seule fois.
- L'italique est rarement utilisé : mots en langue étrangère, titres d'œuvres, noms de bateaux, etc.
- Les citations ne sont pas en italique mais en corps de texte normal. Elles sont entourées par des guillemets français : « et ».
- Les listes à puces sont à éviter, des paragraphes rédigés étant largement préférés. Les tableaux sont à réserver à la présentation de données structurées (résultats, etc.).
- Les appels de note de bas de page (petits chiffres en exposant, introduits par l'outil «  Source ») sont à placer entre la fin de phrase et le point final[comme ça].
- Les liens internes (vers d'autres articles de Wikipédia) sont à choisir avec parcimonie. Créez des liens vers des articles approfondissant le sujet. Les termes génériques sans rapport avec le sujet sont à éviter, ainsi que les répétitions de liens vers un même terme.
- Les liens externes sont à placer uniquement dans une section « Liens externes », à la fin de l'article. Ces liens sont à choisir avec parcimonie suivant les règles définies. Si un lien sert de source à l'article, son insertion dans le texte est à faire par les notes de bas de page.
- La présentation des références doit suivre les conventions bibliographiques. Il est recommandé d'utiliser les modèles {{Ouvrage}}, {{Chapitre}}, {{Article}}, {{Lien web}} et/ou {{Bibliographie}}. Le mode d'édition visuel peut mettre en forme automatiquement les références.
- Insérer une infobox (cadre d'informations à droite) n'est pas obligatoire pour parachever la mise en page.

Pour une aide détaillée, merci de consulter Aide:Wikification.
Si vous pensez que ces points ont été résolus, vous pouvez retirer ce bandeau et améliorer la mise en forme d'un autre article.
La famille Dansaert, dont il est question ici, est une ancienne famille bourgeoise de Bruxelles, originaire d’Anvers, et avant cela de Beveren, qui fit partie aux XVIIe et XVIIIe siècles de la corporation bruxelloise des bateliers, ce qui lui valut leur surnom les Enfants du Canal.

## Esquisse généalogique
Ci-après suit une incomplète esquisse généalogique de cette famille aujourd'hui éteinte, depuis les premiers Dansaert bruxellois, telle que Georges Dansaert l'avait établie dans Les Dansaert, dits « Les Enfants du Canal ». Il existe une famille homonyme Dansaert, originaire du pays de Waes, ayant porté ou repris, à une époque à préciser avec des preuves iconographiques, le même blason. Georges Dansaert avait montré que la famille bruxelloise Dansaert trouvait ses origines dans les mêmes lieux, sans cependant établir formellement le lien généalogique entre ces porteurs du nom.
L'esquisse généalogique ci-après constitue une véritable page d'histoire bruxelloise.
I. Amand Dansaert était né à Anvers (paroisse Sainte-Walburge) en 1629. Il était le fils de Pauwel Dansaert qui avait déjà demandé et obtenu en 1634 la bourgeoisie de Bruxelles. Amand Dansaert était, selon Georges Dansaert, l'arrière-petit-fils de Paul Dansaert, qui fut le premier de la branche cadette à quitter Beveren, en pays de Waes, pour s'installer à Anvers. Amand Dansaert fut un capitaine de navires remarquable qui se rendit en Espagne, en Angleterre et en Irlande. Il épousa à Bruxelles  (paroisse Sainte-Catherine) le 14 décembre 1657 Cathelijne Colaes ou Collaes, fille de Jan Collaes, bourgeois de Bruxelles, meester schepmaeker, et batelier à Bruxelles. Il demanda et obtint la bourgeoisie de Bruxelles le 13 juin 1661. Certes, son père avait déjà obtenu antérieurement la bourgeoisie de Bruxelles, mais lui-même demandait la bourgeoisie de Bruxelles parce qu'il était né deux ans avant la demande effectuée par son père et qu'il avait compris ne pas dès lors avoir la bourgeoisie de Bruxelles. Dont trois fils qui devinrent armateurs : 
1. Jean Dansaert, né en 1658 à Bruxelles (paroisse Sainte-Catherine), âgé de deux ans et six mois en juin 1661, et qui épousa à Bruxelles (paroisse Sainte-Catherine) le 8 janvier 1679 Anne Van Damme. Il fut doyen de la corporation des bateliers, de la Nation de Saint-Gilles en 1697 et 1699. En 1702, il est mentionné comme maître batelier habitant à la Bremstratie avec sa femme et ses trois enfants.
2. Vincent Dansaert, né en 1660 à Bruxelles (paroisse Sainte-Catherine), âgé de 13 mois en juin 1661, qui suit en II.
3. Gérard Dansaert, né en 1664, doyen de la corporation de bateliers en 1698 et 1700, de la Nation de Saint-Gilles, qui épousa en premières noces à Bruxelles (paroisse Sainte-Catherine) le 30 janvier 1692 Madeleine Fierens ou Firens et en secondes noces à Bruxelles (paroisse Saint-Géry) le 10 février 1711 Pétronille La Porte ou Laport. Il est mentionné dans le recensement de 1702, avec son épouse et ses cinq enfants, comme batelier et marchand, au Quai-au-Bois.
II. Vincent Dansaert, né en 1660, qui épousa à Bruxelles (paroisse Saint-Nicolas) le 10 février 1684 Elisabeth van Auwerkerken. Dont :
III. Théodore Dansaert, baptisé à Bruxelles (paroisse Saint-Nicolas) le 18 novembre 1697, qui épousa à Bruxelles (paroisse Sainte-Catherine) le 18 novembre 1720 Elisabeth Willems. Dont :
IV. Jean-Baptiste Dansaert ou Danssaert, batelier, né à Bruxelles le 5 octobre 1721 et baptisé le lendemain à Sainte-Catherine, habitant au Rivage à Bruxelles en 1801, mort à Bruxelles le 20 avril 1807, âgé de 85 ans et demi, demeurant Quai au Sel no 301, qui épousa à Buiksloot Marie De Vrint, née à Amsterdam et morte à Bruxelles âgée de 74 ans, le 15 janvier 1801 au Quai-au-Bois. Dont :
1. Elisabeth Françoise Dansaert, baptisée à Bruxelles (paroisse Sainte-Catherine) le 6 février 1754.
2. François Jean Dansaert, né à Bruxelles en 1760, qui suit en V.
3. Pierre Alexandre Dansaert, batelier, négociant, né le 4 mai 1763 à Bruxelles, domicilié au Rivage 144 en 1801, au Marché aux Poissons en 1809, veuf de Madeleine de Rauw qu'il avait épousée à Bruxelles (paroisse Saint-Nicolas) le 8 janvier 1788, épouse en secondes noces à Bruxelles le 7 février 1802 Anne Sophie Vertongen, née le 9 avril 1770 à Bruxelles, fille de Jacques Vertongen et de Marie Pinnock, et veuve de Jean François Ignace Scheurweghen. Il est mort en 1820.
Dont du premier mariage avec Madeleine de Rauw sont issus :
a. Marie Françoise Catherine Dansaert, rentière, née à Bruxelles le 24 novembre 1788, résidant à la rue de la Fiancée, épouse à Bruxelles le 6 mars 1839 François Dom, clerc de notaire, né à Duffel le 6 mars 1812.
b. Christianus (Chrétien) Livinus Josephus Dansaert, armateur, courtier en assurances maritimes, né le 15 septembre 1793 à Bruxelles, mort à Bruxelles le 28 août 1840, épouse à Bruxelles le 6 avril 1826 Maria Catharina Dufour, née à Bruxelles le 1er avril 1799. Chrétien Dansaert fut membre de la Commission urbaine de Bruxelles de la société de bienfaisance pour les provinces méridionales en 1830, Dont :
i. Henriette Jeanne Dansaert, née à Bruxelles le 30 janvier 1831, résidant à Molenbeek-Saint-Jean, épouse à Molenbeek-Saint-Jean le 18 mai 1852 Pierre Jean Van Praet, né à Baasrode le 21 mars 1816, fils de Jean Baptiste Van Praet, âgé de 80 ans, à Baasrode, constructeur de bateaux et négociant, et de Marie Antoinette Vertongen, morte le 18 juin 1838 à Baasrode.
ii. Chrétien Léopold Pierre Dansaert, courtier de navires, né à Bruxelles le 27 juin 1832, résidant à Bruxelles au Quai au Foin n° 21, veuf de Jeanne Pétronille Van Linthout morte à Bruxelles le 30 décembre 1862, épouse en secondes noces à Bruxelles le 7 juin 1866 Emma Léonie Adolphine Nizet, mercière, née le 4 août 1844 à Anvers, fille d'Edouard Louis Jean Nizet et de Hortense Amélie Vandermeersch. Ce second mariage fut dissous par le divorce acté le 11 janvier 1890 à la suite du  jugement du tribunal de première instance de Bruxelles du 6 juillet 1889. Il est mort à Geel le 4 août 1898.
Dont du premier mariage :
- Chrétien Léopold Dansaert, voyageur de commerce, né le 27 avril 1858 à Bruxelles, résidant à Leeuw-Saint-Pierre, épouse à Laeken le 2 juin 1900 Emélie Bastiaens, lingère, née le 5 janvier 1873 né à Molenbeek-Saint-Jean, fille de Pierre François Bastiaens, mort le 13 avril 1896 à Molenbeek-Saint-Jean, et d'Antoinette Fieremans.
- Louis Dansaert, né à Bruxelles le 7 juillet 1869, au Quai aux Pierres de Taille n° 25.
Dont du second mariage :
- Octave Dansaert, employé, voyageur de commerce, né à Bruxelles le 18 septembre 1872, résidant à Bruxelles, rue du Midi n° 118 en 1893, âgé de 28 ans en 1900 et résidant à Ixelles, épouse à Bruxelles le 20 mai 1893 Marie Catherine Bernardine Deruisseau, chapelière, née le 11 mars 1871 né à Roclenge-sur-Geer, résidant à Bruxelles, à la rue de l'Eclipse n° 2, fille de Mathieu Joseph Deruisseau, peintre, résidant à Bruxelles, et de Marie Frenay.
iii. Jeanne Françoise Léonie Dansaert, née à Bruxelles le 19 décembre 1834, résidant à Schaerbeek, rue des Palais n° 145, épouse à Schaerbeek le 5 juillet 1873 Edouard Guillaume François Harnett, entrepreneur, né à Londres le 9 avril 1841, demeurant à Schaerbeek, rue Vandeweyer n° 6, fils de Jean Harnett, naturaliste à Londres, et de Marie Jeanne Wasseel, morte à Molenbeek-Saint-Jean le 13 décembre 1845.
iv. Mathilde Françoise Dansaert, née à Bruxelles le 7 août 1837, résidant à Molenbeek-Saint-Jean, épouse à Molenbeek-Saint-Jean le 12 janvier 1860 Philippe Jean De Munter, né le 18 décembre 1817 à Baasrode, fils de Jacques De Munter, négociant à Baasrode et de Anne Catherine Constance Dewestelinck.
c. Petronille Henriette Dansaert, négociante, née à Bruxelles le 12 mars 1795, épouse à Bruxelles le 22 mai 1837 Joseph Ignace Van Loey, commis négociant, né à Willebroeck le 10 février 1807.
Dont du second mariage avec Anne Sophie Vertongen sont issus :
d. Elisabeth Joanna Jacoba Dansaert, née à Bruxelles le 11 juin 1801, épouse à Bruxelles le 27 septembre 1823 Jacobus Joannes de Coninck, commis aux écritures, né à Bruges le 23 août 1800.
e. Jean Baptiste Dansaert, négociant, agent de change en 1850, né à Bruxelles le 19 février 1803, épouse à Bruxelles le 20 juillet 1826 Marguerite Marie Nicolette Vander Borcht, née à Bruxelles le 2 juin 1801, fille de Jean Baptiste Vander Borcht, rentier à Bruxelles et de Elisabeth Jeanne Françoise Wafelaerts. Marie Marguerite vander Borcht était issue des lignages Sleeus et Sweerts. Dont : 
i. Sophie Jeanne Dansaert, née à Bruxelles le 8 février 1827, résidant à Saint-Josse-ten-Noode, épouse à Saint-Josse-ten-Noode le 22 juillet 1850 Léonard Eugène Mommaerts, employé, né à Bruxelles le 29 octobre 1827, résidant à Saint-Josse-ten-Noode, fils d'Alexandre François Mommaerts, mort le 2 juillet 1844 à Saint-Josse-ten-Noode, et d'Isabelle De Ridder. Dont : 
- Marie Wilhelmine Charlotte Mommaerts, née à Bruxelles le 3 novembre 1855, résidant à Bruxelles à la rue de Malines n° 10, épouse à Bruxelles le 23 octobre 1873 Léonard Grosjean, agent de change, né à Bruxelles le 14 juin 1846, résidant à Bruxelles, à la rue Royale n° 33, fils d'Alexandre Antoine Ghislain Grosjean et de Pauline Louise Ghislaine Grosjean.
ii. Chrétien Jean Dansaert, propriétaire, candidat en Droit, né à Bruxelles le 1er avril 1829, âgé de 21 ans en 1850, résidant à Saint-Josse-ten-Noode, veuf de Eulalie Therese Segers, morte le 24 juin 1890, épouse en secondes noces le 25 avril 1891 à Bruxelles Anne Jeanne Neesen, rentière, née le 17 octobre 1859 à Gand, résidant à Bruxelles, veuve de Jacques Marie Houba, mort le 27 août 1888, et fille de Charles Jean Baptiste Bruno Louis Neesen et de Caroline Antoinette Custers. Chrétien Dansaert était agent de change, chevalier de l'Ordre de Léopold, et est mort à Bruxelles le 11 décembre 1895, boulevard Bisschoffheim, n° 32, où il était domicilié. Dont du premier lit : 
- Jean Baptiste Florimond Dansaert, banquier, né le 5 février 1856 à Saint-Josse-ten-Noode, résidant à Bruxelles, au boulevard de l'Observatoire n° 42, épouse à Bruxelles le 12 septembre 1878 Régina Henriette Loewenstein, née le 1er octobre 1856 à Bruxelles, résidant à Bruxelles à la rue Locquenghien n° 31, fille de Salomon Loewenstein, négociant, résidant à Bruxelles et de Florette Polak. Il fut naturalisé français par décret du 4 août 1895. Il habitait à Paris au n° 20 de l'avenue Kléber.
- Françoise-Marguerite dite Fanny Dansaert, née en 1854, qui épousa en 1872 Bernard Loewenstein, banquier, né en 1849 à Soest, en Allemagne, et mort à Londres en 1922, fils d'Abraham Loewenstein et de Mine Lengsfeldt.
f. Marie Françoise Isabelle Jacqueline Dansaert, née à Bruxelles le 5 avril 1805, épouse à Bruxelles le 25 février 1836 Eloi Antoine Joseph Heltzel, né à Bruges le 1er décembre 1809.
4. Jean-Baptiste Dansaert, marinier en chef en 1801, puis marchand, domicilié au Quai-au-Bois en 1809, âgé de 56 ans en 1826, mort en 1832, épousa à Anvers le 18 juillet 1800 Anne Marie Engels, née vers 1783. Il fut membre du Conseil de Régence de Bruxelles Dont : 
a. Pierre Théodore Jean Joseph Dansaert, négociant, né vers 1804, âgé de 29 ans en 1833, mort à Saint-Josse-ten-Noode le 2 octobre 1846. Combattant volontaire lors de l'insurrection de 1830 dans les Pays-Bas méridionaux, d'abord à Anvers puis lors des Quatre Jours de Bruxelles. S'engage ensuite avec son frère Eugène dans les Chasseurs Chasteler, décoré de la croix de fer pour son action lors de la révolution belge. Époux de Constance Mathyssens ou Matthijssens, dont notamment : 
i. Léon Marie Constant Dansaert, né à Bruxelles, au quai du Bois à Brûler, le 2 octobre 1830, qui fut maire d'Écouen de 1879 à 1895, et qui épousa le 2 août 1860 à Paris, 13ème arrondissement, Henriette Joséphine Agathe Tassein ou Tassain, née en 1844. Il mourut à Écouen en 1909, et avait été un excellent peintre, dont certaines œuvres sont conservées par d'importants musées. Il avait étudié la peinture sous la direction de Pierre-Édouard Frère. Il fréquenta les Beaux-Arts de Paris et voyagea en Italie et en Allemagne avant de s'installer à Écouen. Léon Dansaert expose aux Salons de Paris à partir de 1868 et est connu pour ses élégantes scènes de la vie familiale dans un style réaliste (Le retour du soldat, Un bal sous le Directoire, La signature du contrat, etc.). Il eut plusieurs enfants.
b. Eugène Emmanuel Fortuné Dansaert, qui fut avec son frère Pierre volontaire aux Chasseurs Chasteler durant la révolution de 1830, avoué, âgé de 44 ans en 1849, résidant à Bruxelles, également décoré de la croix de fer.
c. Elisabetha Françisca Isabella Dansaert, née à Bruxelles le 6 février 1806, épouse à Bruxelles le 19 décembre 1826 Petrus Josephus Antonius Vanderton, avocat, né à Anvers le 16 mai 1799, fils de Joannes Carolus Josephus Vanderton et de Maria Thérésia Carnas.
d. Eugène Charles Emanuel Fortune Dansaert, avoué près du Tribunal de 1ère instance, né à Bruxelles le 25 décembre 1807, résidant à Bruxelles, boulevard d'Anvers, épouse à Bruxelles le 16 août 1838 Hermine Josephine Emilie Ghislaine Defosse, née à Bruxelles le 5 novembre 1820, résidant à Bruxelles, au Marché aux Herbes potagères, fille de Louis Constant Defosse, banquier à Bruxelles et de Herminie Mulder. Dont : 
i. Marie Constance Eugénie Hermina Dansaert, née à Bruxelles le 25 décembre 1839, demeurant à Bruxelles à la rue de Berlaimont n° 25, épouse à Bruxelles le 24 février 1868 Charles Auguste Debuijl, receveur communal, né à Ixelles le 9 avril 1840, résidant à Ixelles, fils de Jacques Joseph Debuijl et de Marie Thérèse Vanden Branden.
ii. Emile Eugène Théodore Adrien Dansaert, avocat près de la Cour d'Appel de Bruxelles, né à Bruxelles le 17 octobre 1841, résidant à Bruxelles, rue de Berlaimont n° 25, épouse à Bruxelles le 1er septembre 1868 Marie Elisabeth Esther Leloir, née à Bruxelles le 30 octobre 1846, résidant à Bruxelles, rue du Marais n° 76, fille de Napoléon François Joseph Leloir et d'Esther Henriette Caroline Roullier.
e. Hortence Marie Antoinette Sidonie Dansaert, née le 30 novembre 1811 à Bruxelles, épouse à Bruxelles le 2 septembre 1833 Joseph Gustave Marie Benoit Allard, avocat, né le 6 septembre 1803 né à Bruxelles, fils de Martin Joseph Allard, propriétaire à Bruxelles et de Marie Françoise Josèphe Alexandrine Smeesters, dont notamment : 
i. Ernest Allard, né à Bruxelles le 2 avril 1840, qui fut membre de la chambre des représentants et en l'honneur de qui fut nommée une rue de Bruxelles, la rue Ernest Allard.
f. Eulalie Anne Félicité Dansaert, propriétaire, née à Bruxelles le 10 mars 1817, résidant à Bruxelles, boulevard d'Anvers, épouse à Bruxelles le 17 avril 1849 Jean Eugène Godtschalck, officier de la Marine royale belge, né à Gand le 2 mars 1813, résidant à Wijtschate, mort en 1880, fils de Joseph Ignace Marie Godtschalck et de Colette Jeanne Verspeyen, propriétaire à Wijtschate.
5. Marie Elisabeth Dansaert, née à Bruxelles le 8 décembre 1768, rentière, domiciliée Quai-au-Sel n° 301, épouse à Bruxelles le 23 août 1809 Pierre Ghislain Joseph Plateau, peintre, né à Tournai le 25 mai 1775, domicilié rue des Harengs n° 282.
V. François Jean Dansaert, baptisé à Bruxelles (paroisse Sainte-Catherine) le 21 avril 1760, et mort à Bruxelles âgé de 37 ans le 5 frimaire an VII en son domicile de la chaussée de Laeken, qui épousa à Bruxelles (paroisse Sainte-Gudule, en la chapelle de Salazar) le 27 mai 1786 Isabelle Josèphe Brogniet, née à Bruxelles (paroisse Sainte-Gudule) le 15 janvier 1763 , négociante à la rue de Laeken à Bruxelles qui, veuve, épousa en secondes noces le 28 juillet 1802 Antoine Jacques Thienpont, négociant. Lors de la révolution brabançonne, en 1789, François Jean Dansaert se fit remarquer à la prise du fort de Liefskenhoeck, sur l'Escaut. Il eut :
1. Marie Christine Françoise Dansaert, baptisée à Bruxelles (paroisse Sainte-Catherine) le 26 juin 1789,
2. Christian Joseph Jean Dansaert, baptisé à Bruxelles (paroisse Sainte-Catherine) le 21 février 1792,
3. Ferdinand François Dansaert, capitaine propriétaire de navire marchand, né à Bruxelles le 3 février 1794, résidant à Bruxelles Quai au Chaux n° 355, mort en 1880, épouse à Bruxelles le 1er février 1816 Elisabeth Jeanne Hoorickx, née à Bruxelles le 21 août 1791, fille de Gilles Joseph Hoorickx, rentier, résidant à Bruxelles, rue Saint-Christophe n° 1011, et de Caroline Petronille Janssens. Dont : 
a. Egide (Gilles) Joseph Dansaert, négociant, âgé de 38 ans en 1857, résidant à Bruxelles, né à Bruxelles le 13 février 1817, épouse à Tournai le 2 septembre 1839 Clara Hélène Justine Carbonnelle, née à Tournai le 9 août 1818, résidant à Tournai, Place du Parc n° 20, fille de Pierre Joseph Carbonnelle, mort le 21 mars 1837 et de son épouse Marie Joseph Tesse. Dont : 
i. Egide Dansaert, négociant, âgé de 26 ans en 1866, résidant à Bruxelles, épouse le 23 mai 1872 à Lille Marguerite Adelaïde Francoise Testelin, née en 1848 à Lille, dont :
- Agnès Dansaert, née à Lille le 17 mars 1885, et morte le 25 juin 1925 à Westkapelle à l'âge de 40 ans, et qui avait épousé le 7 mai 1908 à Saint-Gilles Louis Gendebien (1882-1946) dont descendance
- Marcelle Georgette Anna Dansaert, née à Lille le 15 mai 1887, morte à Boulogne-Billancourt le 17 octobre 1984, veuve de Louis Fernand Jules Massignon, qu'elle avait épousée en 1914. Louis Massignon était un universitaire et islamologue catholique français qui fut professeur au Collège de France de 1926 à 1954. Dont descendance.
ii. Elise Adolphine Marie Josèphe Dansaert, née à Bruxelles le 6 juin 1842, résidant au Quai du Commerce n° 1, épouse à Bruxelles le 15 mai 1866 Adelson Eugène Jean Baptiste Joseph Dujardin, négociant, né à Leuze le 18 avril 1836, fils de Léopold Dominique Joseph Dujardin et d'Eugénie Marie Catherine Ghislaine Devos, négociante à Leuze.
b. Antoine Charles Jacques Dansaert, né à Bruxelles le 22 novembre 1818, homme politique belge francophone libéral, est mort à Bruxelles le 22 août 1890. Il avait épousé le 28 février 1853 à Saint-Pétersbourg Alexandrine Jahn (d'après l'acte de décès d'Antoine Dansaert ou son propre acte de décès) ou Jalin (d'après la transcription de l'acte de mariage), âgée de 19 ans, de religion luthérienne, fille de Dieudonné Jalin et de Sophie Jahn, morte à Bruxelles en juillet 1914, veuve Dansaert, rentière, âgée de 81 ans, au n° 151 de la rue de la Loi.
c. Françoise Joséphine Dansaert, née à Bruxelles le 2 février 1832, domiciliée à Bruxelles, au Bassin du Commerce, épouse à Bruxelles le 17 février 1857 Marie Nicolas Joseph Victor Bouhy, ingénieur des mines, né à Liège le 3 mai 1821, résidant à Mons.
4. Charles Joseph Dansaert, né le 16 octobre 1795 né à Bruxelles, qui suit en VI.
5. Thérèse Dansaert, née à Bruxelles le 8 janvier 1797, résidant au à Bruxelles au Quai aux Chaux, épouse le 4 septembre 1822 à Bruxelles Louis Joseph Bette, tanneur, né le 29 septembre 1796 à Nivelles, fils de Louis Joseph Bette et de Marie Anne Noirsin.
6. Magdelaine Dansaert, née à Bruxelles le 27 avril 1798, résidant à Bruxelles au Quai aux Chaux, épouse à Bruxelles le 30 novembre 1822 Léopold Gerard, artiste vétérinaire, né le 25 octobre 1791 à Braine-l'Alleud, résidant à Nivelles, fils de Pierre Joseph Gerard et de Marie Catherine Lambotte.
VI. Charles Joseph Dansaert, né le 16 octobre 1795 à Bruxelles, qui résida à Louvain, et qui était contrôleur du bureau de garantie, épousa à Bruxelles le 9 février 1836 Anne Louise Françoise Snagels, propriétaire, née le 7 juillet 1799 à Bruxelles, et qui était veuve de Louis Roussel mort le 22 mars 1834, et la fille de François André Snagels et de Anne Françoise Aloïse Gudule Henriette Barnaba, propriétaire à Bruxelles. Dont :
VII. Antoine Félix François Charles dit Antony Dansaert (Bruxelles 4 avril 1840 - Namur, 28 août 1890), propriétaire foncier, avait épousé à Gand le 12 juin 1871 sa nièce Adèle Françoise Clémence Angélique Canonne (Gand 24 mai 1853 - 1931), fille de Maximilianus Canonne, maître de postes, et de Clementia Anna Ludovica Roussel, qualifiée de maîtresse de postes en 1871. De ce mariage sont issus :
1. Fernande Marie Charlotte Clémence Dansaert, née à Bruxelles le 6 décembre 1874, qui épousa à Saint-Gilles le 23 novembre 1905 Léon Marie Victor Waucquez, rentier, né à Bruxelles le 4 juillet 1877, fils de Léon Marie Norbert Waucquez et de Marie Jeanne Adolphine Van Baerlem,
2. Georges Anatole Jules Max Dansaert, né en 1876, qui suit sous VIII.
VIII. Georges Anatole Jules Max Dansaert, né à Bruxelles le 21 janvier 1876, au no 35 de la rue du Poinçon, candidat notaire, avocat, puis chargé du Contentieux à la Société générale de Belgique, qui épousa à Douai  le 7 octobre 1905 Renée Marie Françoise Amélie de Bailliencourt dit Courcol, née à Douai le 3 décembre 1882, fille de Ferdinand Emile Rodolphe Joseph de Bailliencourt dit Courcol, filateur à Douai, et d'Émilie Marie Gabrielle Heidsieck . Il est mort à Ixelles le 16 novembre 1960, sans descendance.

## Autre branche de cette famille
Cette branche de la famille Dansaert n'a pas pu, jusqu'à présent, être rattachée de manière certaine aux Dansaert qui précèdent. Il est cependant fort possible, compte tenu du fait que la marraine du premier enfant de Jean Dansaert ci-après était Elisabeth Willems, que ce Jean Dansaert était un fils de Théodore Dansaert, et qui serait né en 1735 ou après cette date.
I.	Jean Dansaert, déjà décédé en 1798, épousa à Bruxelles (paroisse Sainte-Gudule) le 14 août 1762 Jeanne Josine De Vos ou Marguerite Jeanne Josine, qui résidait à Bruxelles au Marché-aux-Herbes, dont :
1. Elisabeth Dansaert, baptisée à Bruxelles (paroisse Sainte-Gudule) le 20 décembre 1763,
2. Isabelle Claire Dansaert, baptisée à Bruxelles (paroisse Sainte-Gudule) le 29 juin 1765,
3. Jean Baptiste Dansaert, né à Bruxelles en 1769, qui suit :
II. Jean Baptiste Dansaert, né à Bruxelles le 5 avril 1769, baptisé le même jour à Sainte-Gudule, et alors qualifié de particulier résidant rue de la Bergère, épouse à Bruxelles le 4 juillet 1798 Jeanne Sophie Krein ou Krain, née à Bruges le 24 septembre 1771, propriétaire à Grand-Bigard en 1833, fille de Jean Krein, négociant et de Josèphe De Roovere, dont : 
1. Guillaume Dansaert, né en 1801,
2. Henri Marie Chrétien Dansaert, avocat en 1833, né en 1803, et mort en 1888 à Grand-Bigard,
3. Ernest Edouard Dansaert, né en 1808 qui suit.
III. Ernest Edouard Dansaert, propriétaire à Grand-Bigard, né à Leeuw-Saint-Pierre le 14 mars 1808, mort à Grand-Bigard en 1891, épouse à Bruxelles le 19 septembre 1833 Victoire Amélie Jeanne Keymolen, née à Bruxelles le 21 août 1810 et morte à Grand-Bigard en 1896, dont :
1. Alfred Jean Antoine Dansaert, né à Uccle en 1834, qui suit en IV.
2. Nathalie Elisabeth Joséphine Dansaert, née à Uccle le 23 mai 1836, qui épousa à Bruxelles en 1868 Hubert Guillaume Henri Lauwers, rentier, né à Bruxelles le 25 janvier 1827.
3. Clotilde Jeanne Octavie Dansaert, née à Uccle le 4 juin 1845, résidant à Bruxelles, épouse à Bruxelles en 1867 le notaire Jules Joseph Mention, né à Condé le 8 juin 1821. Ils n'eurent pas d'enfant. Clotilde Dansaert fut une mécène à Dilbeek.
IV.	Alfred Jean Antoine Dansaert, né à Uccle le 21 septembre 1834 et mort à Grand-Bigard le 3 décembre 1894. Il épousa à Couture-Saint-Germain le 23 juin 1873 Céline Julie Willame, née le 9 août 1850 à Fayt-lez-Manage et morte à Menton le 31 mars 1894, dont :
1. Berthe Victoire Maximilienne Dansaert, née à Saint-Josse-ten-Noode, rue de la Limite n° 102, le 30 août 1874, qui épousa en 1899 à Couture-Saint-Germain l'ingénieur Henri Auguste Limauge, né à Bruxelles en 1868, dont une nombreuse descendance.
2. Robert Jules Joseph Dansaert, né en 1876, qui suit,
V. Robert Jules Joseph Dansaert, propriétaire, né à Saint-Josse-ten-Noode le 1er juin 1876. Il est ingénieur agricole de l'Etablissement de Carlsbourg, situé dans le Luxembourg belge. Il épouse à Chapelle-Saint-Ulric le 11 mars 1899 Louise Schmedding, née à Saint-Gilles le 16 mars 1882, d'origine néerlandaise. Ils divorcèrent à Dilbeek le 26 avril 1912. L’avenue Dansaert à Grand-Bigard (Dilbeek) est nommée en son honneur. Il possédait de nombreux terrains le long de cette avenue, et fut le fondateur de la société hippique organisant des courses de chevaux à Dilbeek entre 1907 et 1951. Sa demeure était située non loin de la gare de Dilbeek, et près de l'hippodrome qu'il avait bâti. Ils eurent :
1. Louis Dansaert (Bruxelles 1900 - Bruxelles 1912),
2. Renée Nathalie Juliette Dansaert (Dilbeek 1901 - Erps-Kwerps 1986),
3. Maria Hendrika Clotildis Georgina Dansaert (Dilbeek 1905 - Uccle 1975).

## Membres de cette famille
- Jean Dansaert, peintre, meester schilder, mort à Bruxelles le 21 décembre 1777, en sa demeure rue des Longs Chariots, section 31, n° 57, où il habitait déjà en 1761. Il fut inhumé le surlendemain, 23 décembre 1777 à Sainte-Gudule, avec un service à 16 prêtres. Il fut le directeur de l'académie de Bruxelles dans les années 1750 déjà[40] et eut plus tard comme élève pour le dessin, le sculpteur Gilles-Lambert Godecharle. Il avait épousé à Bruxelles (paroisse Notre-Dame de la Chapelle)[41] le 23 septembre 1755 Anne Marie Chapecq, née le 14 avril 1727 et baptisée le lendemain à Bruxelles (Notre-Dame de la Chapelle), fille de Mathias (ou Mathieu) Chapecq (ou Chapec, Sappeck, Sapeck, Chapet, ...) et d'Anne Marie Stoual (ou Stual, Stool, Stuail, ...) qui s'étaient mariés le 27 mai 1713 à Bruxelles (Notre-Dame de la Chapelle, avec autorisation et commission spéciale du vicaire général et dispense de bans). Anne Marie Chapec fut inhumée à Bruxelles (Sainte-Gudule) le 7 novembre 1761. Le fils de Jean Dansaert et d'Anne Marie Chapec avait été inhumé à Bruxelles (Sainte-Gudule) le 17 juillet 1761, âgé de trois semaines.
- Jean-Baptiste Dansaert, né en 1803, qui épousa Marie-Marguerite Vander Borcht[42].
- Antoine Dansaert (1818-1890), homme politique belge du parti libéral[43],[44],[45].
- Georges Dansaert (1876-1960), référendaire aux preuves de l'ordre souverain de Malte[46], donat d'honneur et de dévotion (1931) de l'ordre de Malte, référendaire aux preuves de l'Association des descendants des Lignages de Bruxelles[47], juriste, historien, poète, héraldiste et généalogiste bruxellois.
- Robert Dansaert, promoteur des courses hippiques à Grand-Bigard (Dilbeek).

## Odonymie
- La rue Antoine Dansaert (en néerlandais: A. Dansaertstraat) est une rue de Bruxelles, quasi rectiligne, qui débute presque face à la bourse de Bruxelles et se prolonge jusqu'au canal de Bruxelles. L'important Quartier Dansaert de Bruxelles, avec au centre de celui-ci la rue Dansaert, doit également son appellation à Antoine Dansaert.

- L'avenue Robert Dansaert (en néerlandais : Robert Dansaertlaan) est une avenue quasi rectiligne longue de près de 2,5 km située à Grand-Bigard (Dilbeek), qui relie d'une part le lieu-dit Hunderenveld à Berchem-Sainte-Agathe (en Région bruxelloise) et le centre commercial Dansaert Park situé au début de l'avenue, et d'autre part la gare de Dilbeek (sise à la Stationsstraat) et l'église Saint Dominique Savio (Sint Dominicus Savio kerk).

## Héraldique
| Armoiries de la famille bruxelloise Dansaert | Armoiries de la famille bruxelloise Dansaert                                           |
| -------------------------------------------- | -------------------------------------------------------------------------------------- |
|                                              | Blasonnement:d'azur, au chevron d'argent, accompagné de 3 étoiles d'or à cinq branches |

## Pour approfondir

### Iconographie
De nombreux portraits de membres de la famille Dansaert, sont conservés dans les réserves du Musée de la ville de Bruxelles. Voir en ligne